# Emir

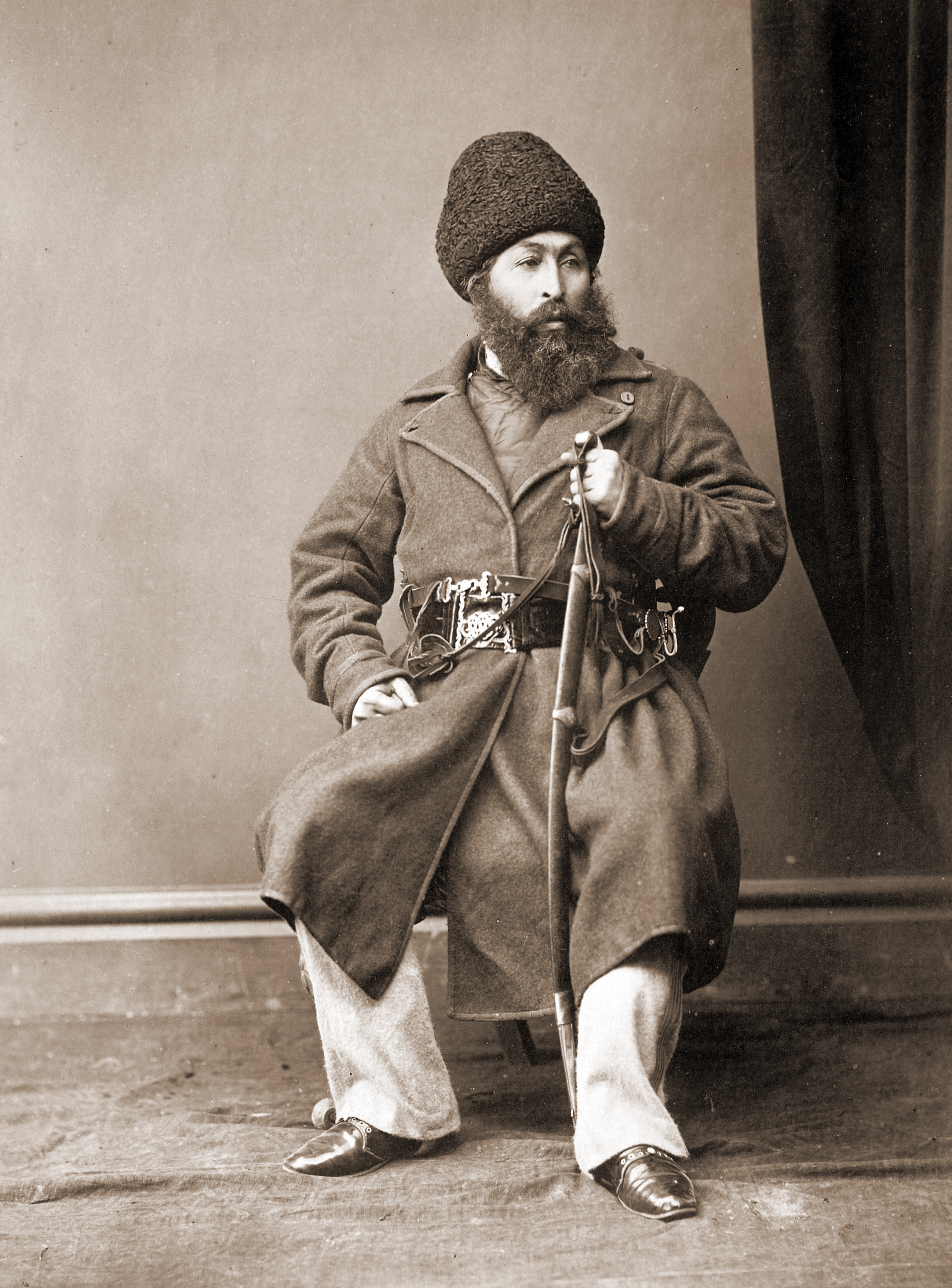
Porträttfoto från år 1869 på Sher Ali Khan, Afghanistans emir.

Emir (arabiska: امير, amir eller emir, i plural umara, av amara, "befalla"), egentligen "befälhavare", är en titel på en, företrädesvis muslimsk prins, furste eller härskare. 
I arabiskan och turkiskan översätts de europeiska titlarna "furste" och "prins" med ordet emir, till exempel emir Bismarck. Ordet förekommer i många hederstitlar, som de äldre kaliferna gav sig själva, som emir el-muminin, "de troendes furste", en titel sultanen av Marocko ansåg sig ensam att få inneha, även om den officiellt endast bars av den osmanske sultanen. Ett land vars statschef bär titeln emir kallas emirat.
Anföraren för kalifens livvakt kallades Amír al-umará, (emirernas emir), och högste befälhavaren till sjöss, amir al-bahr, "havets behärskare", varifrån ordet amiral härstammar. I Osmanska riket förekom "emir" även som hederstitel för Muhammeds talrika, föregivna ättlingar (vilka dock bland osmanerna vanligast, liksom i hela Orienten, benämndes sharifer), men även som ämbetstitel under osmansk tid. I senare fallet förkortas emir vanligen till mir, som i titlarna mir-i-hadj (anförare för pilgrimskaravanerna till Mekka), mir-i-achor (överhovstallmästare), mir-alaj (regementsbefälhavare) och mir-l-alem ("fanvaktare", den ämbetsman som till nyutnämnda vilajetguvernörer överlämnade tecknen på deras myndighet: fana och hästsvansar).